# Ӡ
Ӡ (minuskule ӡ) je písmeno cyrilice. Je používáno pouze v abcházštině. Jedná se o variantu písmena З. Písmeno zachycuje hlásku dz.